# 7-я гвардейская механизированная бригада
7-я гвардейская механизированная Шавлинская Краснознаменная бригада — механизированная  бригада Красной армии в годы Великой Отечественной войны.
Сокращённое наименование — 7 гв. мбр.

## Формирование и организация
7-я гвардейская механизированная бригада преобразована из 36-й механизированной бригады на основании Приказа НКО № 394 от 18.12.1943 г. и Директивы ГШ КА № 991257 от 26.12.1942 г.

## Боевой и численный состав
Бригада преобразована в гвардейскую (штаты № 010/370 — 010/380, 010/414):
- Управление бригады (штат № 010/370)
- 1-й мотострелковый батальон (штат № 010/371)
- 2-й мотострелковый батальон (штат № 010/371)
- 3-й мотострелковый батальон (штат № 010/371)
- Минометный батальон (штат № 010/372)
- Артиллерийский дивизион (штат № 010/373)
- Зенитный артиллерийский дивизион (штат № 010/374)
- Рота ПТР (штат № 010/375)
- Рота автоматчиков (штат № 010/376)
- Разведывательная рота (штат № 010/377)
- Рота управления (штат № 010/378)
- Рота техобеспечения (штат № 010/379)
- Медико-санитарный взвод (штат № 010/380)
- 43-й гвардейский танковый полк (бывший 26-й тп)

В 1943 г. переведена на штаты № 010/420 — 010/431, 010/451, 010/465:
Управление бригады (штат № 010/420)
- 1-й мотострелковый батальон (штат № 010/421)
- 2-й мотострелковый батальон (штат № 010/421)
- 3-й мотострелковый батальон (штат № 010/421)
- Минометный батальон (штат № 010/422)
- Артиллерийский дивизион (штат № 010/423)
- Рота ПТР (штат № 010/424)
- Рота автоматчиков (штат № 010/425)
- Разведывательная рота (штат № 010/426)
- Рота управления (штат № 010/427)
- Рота техобеспечения (штат № 010/428)
- Инженерно-минная рота (штат № 010/429)
- Автомобильная рота (штат № 010/430)
- Медико-санитарный взвод (штат № 010/431)
- Зенитно-пулеметная рота (штат № 010/451)
- 43-й гвардейский танковый полк (штат № 010/465)

## Подчинение
Периоды вхождения в состав Действующей армии:
- с 18.12.1942 по 19.05.1943 года.
- с 09.07.1943 по 10.11.1943 года.
- с 23.06.1944 по 09.05.1945 года.
- с 16.08.1945 по 03.09.1945 года.

| Дата            | Фронт (округ)            | Армия             | Корпус                                  | Дивизия | Бригада | Примечания |
| --------------- | ------------------------ | ----------------- | --------------------------------------- | ------- | ------- | ---------- |
| 01.01.1943 года | Южный фронт              | 51-я армия        | 3-й гвардейский механизированный корпус |         |         |            |
| 01.02.1943 года | Южный фронт              | 51-я армия        | 3-й гвардейский механизированный корпус |         |         |            |
| 01.03.1943 года | Южный фронт              | 51-я армия        | 3-й гвардейский механизированный корпус |         |         |            |
| 01.04.1943 года | Южный фронт              |                   | 3-й гвардейский механизированный корпус |         |         |            |
| 01.05.1943 года | Южный фронт              |                   | 3-й гвардейский механизированный корпус |         |         |            |
| 01.06.1943 года | Степной военный округ    |                   | 3-й гвардейский механизированный корпус |         |         |            |
| 01.07.1943 года | Степной военный округ    |                   | 3-й гвардейский механизированный корпус |         |         |            |
| 01.08.1943 года | Воронежский фронт        | 47-я армия        | 3-й гвардейский механизированный корпус |         |         |            |
| 01.09.1943 года | Воронежский фронт        | 47-я армия        | 3-й гвардейский механизированный корпус |         |         |            |
| 01.10.1943 года | Воронежский фронт        | 47-я армия        | 3-й гвардейский механизированный корпус |         |         |            |
| 01.11.1943 года | РВГК                     |                   | 3-й гвардейский механизированный корпус |         |         |            |
| 01.12.1943 года | РВГК                     |                   | 3-й гвардейский механизированный корпус |         |         |            |
| 01.01.1944 года | РВГК                     |                   | 3-й гвардейский механизированный корпус |         |         |            |
| 01.02.1944 года | РВГК                     |                   | 3-й гвардейский механизированный корпус |         |         |            |
| 01.03.1944 года | РВГК                     |                   | 3-й гвардейский механизированный корпус |         |         |            |
| 01.04.1944 года | РВГК                     |                   | 3-й гвардейский механизированный корпус |         |         |            |
| 01.05.1944 года | Московский военный округ |                   | 3-й гвардейский механизированный корпус |         |         |            |
| 01.06.1944 года | РВГК                     |                   | 3-й гвардейский механизированный корпус |         |         |            |
| 01.07.1944 года | 3-й Белорусский фронт    |                   | 3-й гвардейский механизированный корпус |         |         |            |
| 01.08.1944 года | 1-й Прибалтийский фронт  |                   | 3-й гвардейский механизированный корпус |         |         |            |
| 01.09.1944 года | 1-й Прибалтийский фронт  | 51-я армия        | 3-й гвардейский механизированный корпус |         |         |            |
| 01.10.1944 года | 1-й Прибалтийский фронт  |                   | 3-й гвардейский механизированный корпус |         |         |            |
| 01.11.1944 года | 1-й Прибалтийский фронт  | 61-я армия        | 3-й гвардейский механизированный корпус |         |         |            |
| 01.12.1944 года | 1-й Прибалтийский фронт  |                   | 3-й гвардейский механизированный корпус |         |         |            |
| 01.01.1945 года | 1-й Прибалтийский фронт  | 4-я Ударная армия | 3-й гвардейский механизированный корпус |         |         |            |
| 01.02.1945 года | 1-й Прибалтийский фронт  |                   | 3-й гвардейский механизированный корпус |         |         |            |
| 01.03.1945 года | 2-й Прибалтийский фронт  |                   | 3-й гвардейский механизированный корпус |         |         |            |
| 01.04.1945 года | Курляндская группа войск |                   | 3-й гвардейский механизированный корпус |         |         |            |
| 01.05.1945 года | Курляндская группа войск |                   | 3-й гвардейский механизированный корпус |         |         |            |
| 01.09.1945 года | Забайкальский фронт      |                   | 3-й гвардейский механизированный корпус |         |         |            |

## Командиры

### Командиры бригады
- Родионов Михаил Иосифович, подполковник,18.12.1942 — 00.12.1942 года.[1]
- Дорошкевич Николай Антонович, майор, врид(07.12.1942 смертельно ранен)26.12.1942 — 07.01.1943 года.[2]
- Затулей Степан Парамонович, полковник, ид, 00.01.1943 — 00.02.1943 года.[3]
- Жидков Василий Фёдорович, подполковник, 09.02.1943 — 00.04.1943 года.[4]
- Родионов Михаил Иосифович, полковник, с 15.07.1944 генерал-майор, 07.05.1943 — 04.09.1944 года.[5]
- Манжурин Николай Лукич, генерал-майор,01.09.1944 — 00.10.1945 года.[6]

### Начальники штаба бригады
- Никитин Никодим Алексеевич, майор.00.12.1942 — 00.12.1942 года.[7]
- Богатырев, майор.00.12.1942 — 00.01.1943 года.[8]
- Любарь, майор,00.01.1943 — 22.08.1943 года.[9]
- Синицин Сергей Иванович, подполковник,22.08.1943 — 00.09.1943 года.[10]
- Цветков Николай Васильевич, майор, подполковник.00.09.1943 — 10.06.1945 года.[11]

### Заместители командира бригады по строевой части
- Стражец Казимир Дионисович, полковник (26.08.1943 умер от ран), на 08.1943 года.[12]
- Пахомов Александр Михайлович, полковник, 00.10.1943 — 00.08.1944 года.[13]

### Начальник политотдела, заместитель командира по политической части
Каменкович Марк Моисеевич, старший батальонный комиссар, затем подполковник, 28.12.1942, на 08.1943 года.

## Отличившиеся воины
| Награда | Фамилия Имя Отчество           | Дата Указа | Должность                                                                                               | Звание                    | Примечания                           |
| ------- | ------------------------------ | ---------- | --- | ------------------------- | ------------------------------------ |
|         | Алименков, Иван Никонорович    | 03.06.1944 | помощник командира взвода автоматчиков разведывательной роты 7-й гвардейской механизированной бригады   | гвардии старший сержант   | погиб 2 октября 1943 года            |
|         | Анисов, Степан Тимофеевич      | 24.04.1944 | телефонист взвода связи мотострелкового батальона 7-й гвардейской механизированной бригады              | гвардии красноармеец      |                                      |
|         | Баздырев, Григорий Афанасьевич | 03.06.1944 | командир сапёрного отделения инжминроты 7-й гвардейской механизированной бригады                        | гвардии сержант           |                                      |
|         | Беликов, Василий Иванович      | 21.04.1944 | командир отделения автоматчиков 1-го мотострелкового батальона 7-й гвардейской механизированной бригады | гвардии сержант           | пропал без вести в августе 1944 года |
|         | Буйнов, Николай Васильевич     | 24.03.1945 | командир взвода роты автоматчиков 7-й гвардейской механизированной бригады                              | гвардии младший лейтенант |                                      |
|         | Егоров, Гавриил Иосифович      | 03.06.1944 | Пулемётчик разведывательной роты 7-й гвардейской механизированной бригады                               | гвардии сержант           |                                      |
|         | Колесников, Семён Никитович    | 24.03.1945 | командир стрелковой роты 7-й гвардейской механизированной бригады                                       | гвардии старший лейтенант |                                      |
|         | Крылов, Василий Меркурьевич    | 24.03.1945 | командир роты танков 43-го гвардейского танкового полка 7-й гвардейской механизированной бригады        | гвардии старший лейтенант |                                      |
|         | Просвирнин, Михаил Андреевич   | 03.06.1944 | командир сапёрного отделения, инженерно-минной роты, 7-й гвардейской механизированной бригады           | гвардии сержант           |                                      |
|         | Родионов, Михаил Иосифович     | 04.07.1944 | командир 7-й гвардейской механизированной бригады                                                       | гвардии полковник         |                                      |
|         | Сутормин, Георгий Алексеевич   | 24.03.1945 | командир огневого взвода ПТО 2-го мотострелкового батальона 7-й гвардейской механизированной бригады    | гвардии младший лейтенант |                                      |
|         | Фёдоров, Борис Алексеевич      | 24.03.1945 | командир 1-го мотострелкового батальона 7-й гвардейской механизированной бригады                        | гвардии капитан           |                                      |
|         | Царенко, Лаврентий Иванович    | 24.03.1945 | командир танка 43-го гвардейского танкового полка 7-й гвардейской механизированной бригады              | гвардии лейтенант         |                                      |
|         | Шепель, Иван Иванович          | 24.04.1944 | командир стрелковой роты 7-й гвардейской механизированной бригады                                       | гвардии лейтенант         |                                      |

## Награды и наименования
| Награда, наименование              | Документ о награждении                                                            | За что получена |
| ---------------------------------- | --------------------------------------------------------------------------------- | --- |
| Почётное звание «Гвардейская»      | присвоено приказом Народного комиссара обороны СССР № 394 от 18 декабря 1942 года | За проявленную отвагу в боях за Отечество с немецкими захватчиками, за стойкость, мужество, дисциплину и организованность, за героизм личного состава         |
| Почётное наименование «Шавлинская» | присвоено приказом Верховного главнокомандующего № 0262 от 12 августа 1944 года   | За образцовое выполнение заданий командования в боях с немецкими захватчиками, за овладение городом Шяуляй (Шавли) и проявленные при этом доблесть и мужество |
| Орден Красного Знамени             | награждена указом Президиума Верховного Совета СССР от 23 июля 1944 года          | За успешное выполнение заданий командования при овладении городами Вилейка и Красное.                                                                         |